# Z cegieł i łez
Z cegieł i łez – piąty solowy album studyjny polskiej piosenkarki Anny Wyszkoni, który został wydany 25 listopada 2022 nakładem wytwórni Mystic Production. Natomiast 9 grudnia 2022 miała miejsce premiera płyty analogowej.
Album dotarł do 8. miejsca zestawienia OLiS.
Album promowały trzy single: „Było minęło”, „Z cegieł i łez” oraz „Dla Ciebie”. Do każdego z singli powstał teledysk.

## Lista utworów
1. „Było minęło” (sł. Michał Wiraszko muz. Jakub Galiński i Anna Wyszkoni) – 3:40
2. „Z cegieł i łez” (sł. i muz. Tomasz Mioduszewski) – 2:50
3. „Dla Ciebie” (sł. Anna Wyszkoni i Maciej Durczak muz. Robert Gawliński i Anna Wyszkoni) – 2:19
4. „Wszystkiego najlepszego” (sł. Maciej Durczak muz. Anna Wyszkoni i Łukasz Damrych) – 2:28
5. „Różowy dres” (sł. Anna Wyszkoni i Maciej Durczak muz. Anna Wyszkoni) – 3:02
6. „Flat white” (sł. Anna Wyszkoni i Maciej Durczak muz. Robert Gawliński) – 2:22
7. „Wysoko wysoko” (sł. Paweł Leszowski muz. Anna Wyszkoni i Łukasz Damrych) – 3:24
8. „Supełki” (sł. Anna Wyszkoni muz. Robert Gawliński) – 2:25
9. „Po cichu” (sł. i muz. Anna Wyszkoni) – 3:02

## Pozycja na liście sprzedaży
| Kraj   | Lista sprzedaży (2022)    | Najwyższa pozycja |
| ------ | ------------------------- | ----------------- |
| Polska | Oficjalna Lista Sprzedaży | 8                 |